# 朱觀煒
滋陽恭裕王朱觀煒（1505年—1564年），明朝魯藩第二代滋陽王，滋陽榮莊王朱當漬之孫，滋陽懷懿王朱健樀（追封）的嫡長子。

## 生平
朱觀煒初封滋陽長孫。嘉靖十八年（1539年），滋陽榮莊王朱當漬去世。嘉靖二十二年（1543年）正月，朱觀煒襲封滋陽王。
嘉靖四十三年（1564年）閏二月，朱觀煒去世，享年六十歲，諡號恭裕。嫡長子朱頤堄早卒，其子朱壽鍑在六年後襲爵。

## 家庭

### 妻
- 靳氏（1505年－1593年），濟寧州靳晟之女，正德十五年（1520年）冊為滋陽長孫夫人，嘉靖二十二年（1543年）正月冊為滋陽王妃，萬曆二十一年（1593年）五月去世。

欽賜滋陽恭裕王妃靳氏壙志

妃濟寧州靳晟之女，正德十五年選配滋陽王長孫。嘉靖二十二年正月十六日與王同冊封，萬曆二十一年五月二十五日薨逝，享年八十九歲。生一子四女。子頤堄，封長子，嘉靖三十四年八月初一日卒。長女封阜城縣主，二女嘉祥縣主，三女寶豐縣主，四女西寧縣主。長子生二孫一女。長孫壽鍑，隆慶四年五月十二日冊封滋陽王。次孫壽鍺封輔國將軍。孫女封鄴都郡君。王孫生曾孫九人、女七人。第一以塣，受封長子。第二以渶，第三以潯。第四以下俱未名封。女亦俱未封。次孫鍺生曾孫三人、女二人，亦未名封。妃逝訃聞，上賜祭葬如制。仁聖懿安康靜皇太后、慈聖宣文明肅皇太后、中宮皇后皆致祭焉。于萬曆二十三年十一月十六日葬於魚臺縣西城山之原。嗚呼！妃以懿德，選配宗藩，享有封爵，貴富兼隆，兹以令終，夫復何憾！爰述其概，纳诸幽壙，用垂不朽云。

### 子
- 嫡長子：滋陽長子朱頤堄

### 女
- 阜城縣主
- 嘉祥縣主
- 寶豐縣主
- 西寧縣主